# Laminacauda grata
Laminacauda grata é uma espécie de aranhas araneomorfas da família Linyphiidae encontrada na Colômbia.  Esta espécie foi descrita pela primeira vez em 1991, pelo biólogo Millidge.